# Aeolocosma abditella
Aeolocosma abditella är en fjärilsart som beskrevs av Walker 1863. Aeolocosma abditella ingår i släktet Aeolocosma och familjen praktmalar, Oecophoridae. Inga underarter finns listade i Catalogue of Life.